# Liste der Biografien/Schan
Liste der Biografien |
Portal Biografien |
Personensuche
# |
A |
B |
C |
D |
E |
F |
G |
H |
I |
J |
K |
L |
M |
N |
O |
P |
Q |
R |
S |
T |
U |
V |
W |
X |
Y |
Z |
?
 
Sa |
Sb |
Sc |
Sd |
Se |
Sf |
Sg |
Sh |
Si |
Sj |
Sk |
Sl |
Sm |
Sn |
So |
Sp |
Sq |
Sr |
Ss |
St |
Su |
Sv |
Sw |
Sy |
Sz
 
Sca–Sce |
Sch |
Sci–Scz
 
Scha |
Schc |
Schd |
Sche |
Schg |
Schi |
Schj |
Schk |
Schl |
Schm |
Schn |
Scho |
Schp |
Schr |
Schs |
Scht |
Schu |
Schv |
Schw |
Schy
 
Schaa |
Schab |
Schac |
Schad |
Schae |
Schaf |
Schag |
Schah |
Schai |
Schaj |
Schak |
Schal |
Scham |
Schan |
Schap |
Schaq |
Schar |
Schas |
Schat |
Schau |
Schav |
Schaw |
Schax |
Schay |
Schaz
Die Liste der Biografien führt alle Personen auf, die in der deutschsprachigen Wikipedia einen Artikel haben. Dieses ist eine Teilliste mit 138 Einträgen von Personen, deren Namen mit den Buchstaben „Schan“ beginnt.

## Schan

### Schana
- Schanab, Ismail Abu (1950–2003), palästinensischer Ingenieur und Politiker (Hamas)
- Schanajewa, Aida Wladimirowna (* 1986), russische Florettfechterin und Olympiasiegerin
- Schanatajewa, Madina (* 1991), kasachische Fußballspielerin
- Schanatbek, Gülschanat (* 1991), kasachische Marathonläuferin
- Schanawa, Konstantine (* 1985), georgischer Schachspieler
- Schanawasow, Nurmagomed Magomedsandowitsch (* 1965), russischer Boxer

### Schanb
- Schanbacher, Dietmar (* 1957), deutscher Rechtswissenschaftler
- Schanbacher, Gary, US-amerikanischer Schriftsteller
- Schanbacher, Lucia (* 1989), deutsche Politikerin (SPD)Lucia Schanbacher (* 1989)

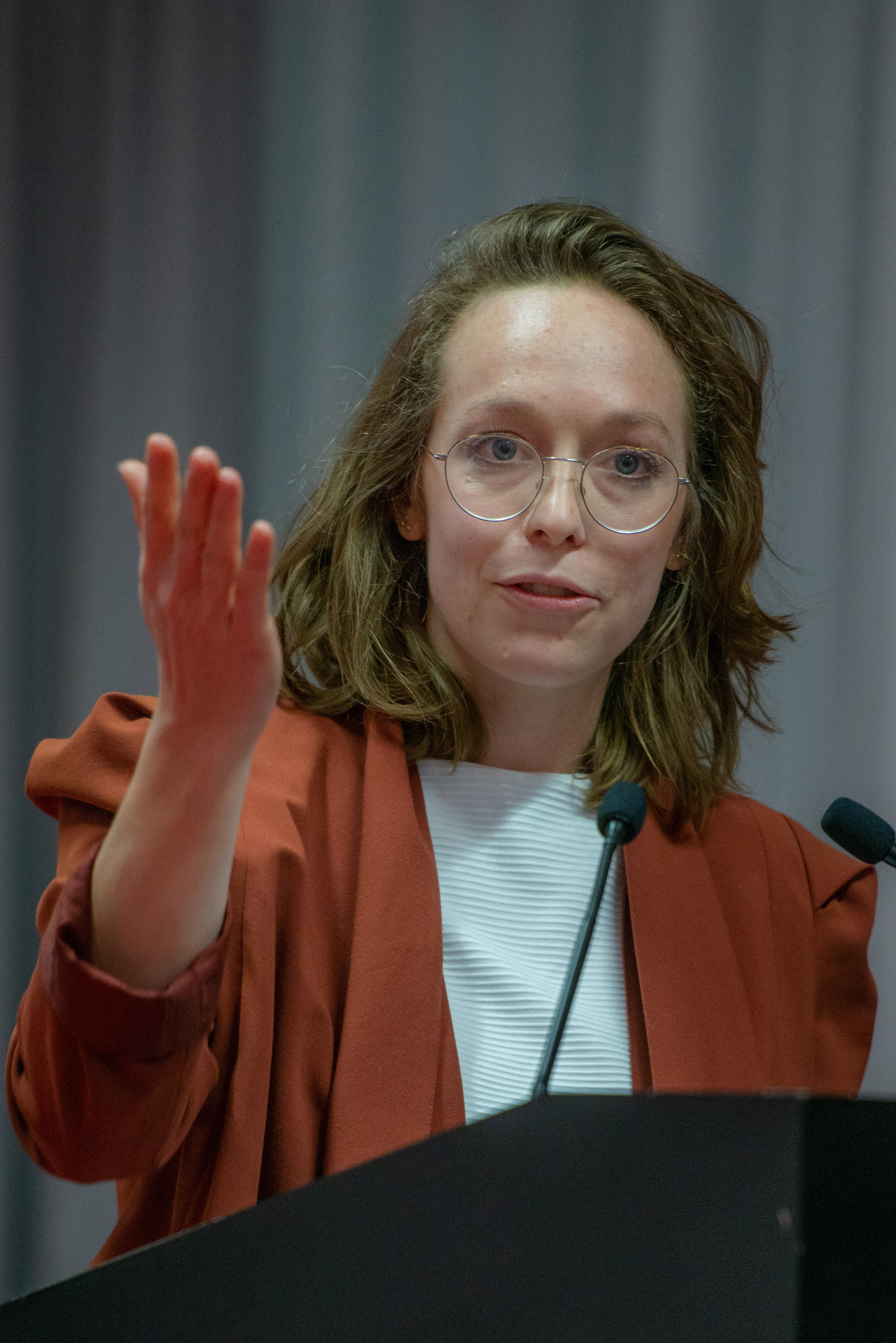
Lucia Schanbacher (* 1989)

- Schanberg, Sydney (1934–2016), US-amerikanischer Journalist und Autor

### Schanc
- Schanche, Herman Garman (1828–1884), norwegischer Landschaftsmaler der Düsseldorfer Schule
- Schanche, Ingolf (1877–1954), norwegischer Schauspieler und Theaterintendant
- Schanche, Martin (* 1945), norwegischer Autorennfahrer und Politiker

### Schand
- Schanda, Jan (* 1977), deutscher Fußballspieler
- Schanda, Maria (* 1906), österreichische Schauspielerin
- Schanda, Wilhelm (1856–1888), österreichischer Artist
- Schanda, Wolfram (* 1966), deutscher Fußballspieler
- Schandarow, Radoslaw (* 1996), bulgarischer Tennisspieler
- Schandarow, Wassil (* 1991), bulgarischer Tennisspieler
- Schandarowa, Walerija (* 1994), georgische Langstrecken- und Hindernisläuferin
- Schandein, Emil (1840–1888), deutsch-US-amerikanischer Unternehmer
- Schandein, Ludwig (1813–1894), deutscher Historiker und Pfälzer Mundartpoet
- Schander, Christoffer (1960–2012), schwedischer Zoologe (Malakologie und marine Wirbellose)
- Schanderl, Christine (* 1962), deutsche Aktivistin
- Schanderl, Gerti (* 1956), deutsche Eiskunstläuferin
- Schanderl, Hans (* 1960), deutscher Komponist
- Schanderl, Hugo (1901–1975), deutscher Botaniker
- Schandermani, Akbar (1917–1995), iranischer kommunistischer Politiker
- Schandermani, Alexios (* 1953), iranischer Autor
- Schanding, Inge (1935–1982), deutsche Handballspielerin
- Schandl, Adolf (1936–2022), österreichischer Geiselnehmer
- Schandl, Christian (* 1978), österreichischer Fußballspieler
- Schandl, Ernst (1920–1997), österreichischer Komponist und Sänger v. a. von Wachauerliedern
- Schandl, Ludwig (1908–1969), österreichischer Politiker (FPÖ), Landtagsabgeordneter im Burgenland
- Schandl, Rena (* 1962), österreichische Kinderbuchautorin
- Schandlein, Ángel (1934–1998), argentinischer Fußballspieler
- Schandor, Christian (* 1974), österreichischer Politiker (FPÖ)
- Schandorff, Axel (1925–2016), dänischer Bahnradsportler
- Schandorff, Frederik (* 1996), dänischer Autorennfahrer
- Schandorff, Lars (* 1965), dänischer Schachgroßmeister
- Schandorph, Sophus (1836–1901), dänischer Schriftsteller
- Schandossow, Oras (1899–1938), kasachisch-sowjetischer Politiker
- Schandossow, Oras (* 1961), kasachischer Ökonom und Politiker
- Schandow, Sachari (1911–1998), bulgarischer Filmregisseur
- Schandruk, Pawlo (1889–1979), ukrainischer General
- Schandry, Harald (1956–2025), deutscher Schauspieler und Theatermacher
- Schandry, Rainer (* 1944), deutscher Biopsychologe und Hochschullehrer

### Schane
- Schanelec, Angela (* 1962), deutsche Schauspielerin, Filmregisseurin und DrehbuchautorinAngela Schanelec (* 1962)

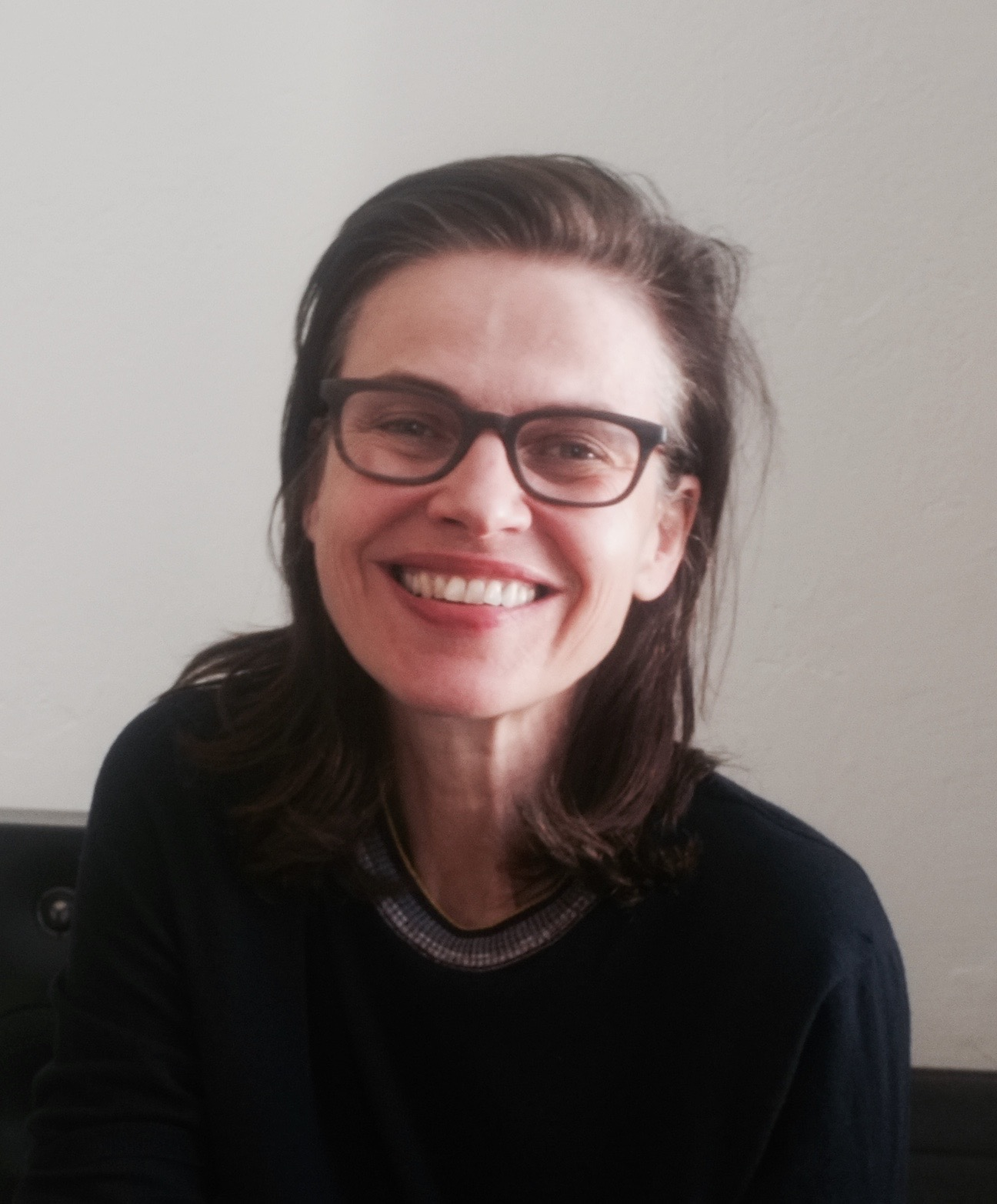
Angela Schanelec (* 1962)

- Schanetzky, Tim (* 1973), deutscher Historiker

### Schang
- Schang, Johann Michael (1757–1842), katholischer Priester der Diözese Speyer, als heiligmäßig verehrt
- Schangeldin, Älibi (1884–1953), kasachisch-russischer Revolutionär
- Schanghylyschbai, Toqtar (* 1993), kasachischer Fußballspieler

### Schani
- Schänibekowa, Olga (* 1986), kasachische Ringerin
- Schanidse, Akaki (1887–1987), sowjetischer Philologe
- Schanidse, Dito (1937–2010), sowjetischer Gewichtheber
- Schanin, Nikolai Alexandrowitsch (1919–2011), russischer Mathematiker
- Schanina, Rosa Jegorowna (1924–1945), sowjetische Scharfschützin im Zweiten Weltkrieg

### Schanj
- Schanjawski, Alfons Leonowitsch (1837–1905), russischer Generalmajor, Unternehmer und Mäzen

### Schank
- Schank, Gerd (1938–2007), deutscher Germanist und Romanist
- Schank, John (1740–1823), britischer Schiffbauer und Admiral
- Schank, Marco (* 1954), luxemburgischer Politiker, Mitglied der Chambre und Schriftsteller
- Schank, Mike (1969–2022), US-amerikanischer Musiker und Schauspieler
- Schank, Roger (1946–2023), US-amerikanischer Kognitionswissenschaftler und Informatiker
- Schanke, Guri (* 1961), norwegische Schauspielerin, Sängerin und Tänzerin
- Schanker, Louis (1903–1981), US-amerikanischer abstrakter Künstler
- Schanko, Erich (1919–2005), deutscher Fußballspieler
- Schanko, Ulrike (* 1955), deutsche Theaterleiterin, Dramaturgin, Übersetzerin und Autorin
- Schankweiler, Kerstin (* 1976), deutsche Kunsthistorikerin

### Schanl
- Schanley, Tom (* 1961), US-amerikanischer Schauspieler

### Schann
- Schannat, Johann Friedrich (1683–1739), deutscher Historiker und Rechtsgelehrter
- Schanne, Rainer (* 1942), deutscher Bildungsreferent, Autor und Politiker (ÖDP)

### Schano
- Schano, Michael (* 1947), österreichischer Schriftsteller
- Schanovsky, Hugo (1927–2014), österreichischer Autor und Politiker

### Schans
- Schans, Arie (* 1952), niederländischer Fußballtrainer
- Schanschin, Waleri Jurjewitsch (* 1961), russischer Schachkomponist
- Schanssema, Bianca (* 2005), niederländische Handballspielerin

### Schant
- Schant, Levon (1869–1951), armenischer Dichter und Schriftsteller
- Schantl, Josef (1842–1902), österreichischer Hornist
- Schantl, Josef (1929–2023), österreichischer Politiker (SPÖ)
- Schantl, Marcel (* 2000), österreichischer Fußballspieler
- Schantl, Maximilian (1901–1978), österreichischer Verwaltungsjurist
- Schantl, Silvia (* 1983), österreichische Schauspielerin
- Schantl, Wolfgang (* 1961), österreichischer Politiker (SPÖ), Landesrat in Kärnten
- Schantz, Carl Friedrich (1803–1888), deutscher Jurist und Mitglied der kurhessischen Ständeversammlung
- Schantz, Dieter, deutscher Boxer
- Schantz, Johan Eberhard von (1802–1880), russischer Admiral, Entdecker und Schiffbauingenieur
- Schantz, Karl (1863–1936), Berghauptmann beim Oberbergamt Dortmund
- Schantz, Ludwig (1805–1880), deutscher Justiz- und Verwaltungsbeamter
- Schantz, Philip von (1928–1998), schwedischer Künstler, Maler und Grafiker
- Schantz, Richard (* 1950), deutscher Philosoph
- Schantz, Viola Shelly (1895–1977), US-amerikanische Biologin und Mammalogin

### Schanu
- Schanuel, Stephen (1933–2014), US-amerikanischer Mathematiker und Hochschullehrer

### Schanz
- Schanz, Alfred (1868–1931), deutscher Orthopäde
- Schanz, August (1871–1935), deutscher Schlossermeister und Kommunalpolitiker
- Schanz, Deborah (* 1975), deutsche Wirtschaftswissenschaftlerin und Hochschullehrerin
- Schanz, Dieter (* 1937), deutscher Politiker (SPD), MdB
- Schanz, Frida (1859–1944), deutsche Jugendbuchautorin, Herausgeberin und LehrerinFrida Schanz (1859–1944)

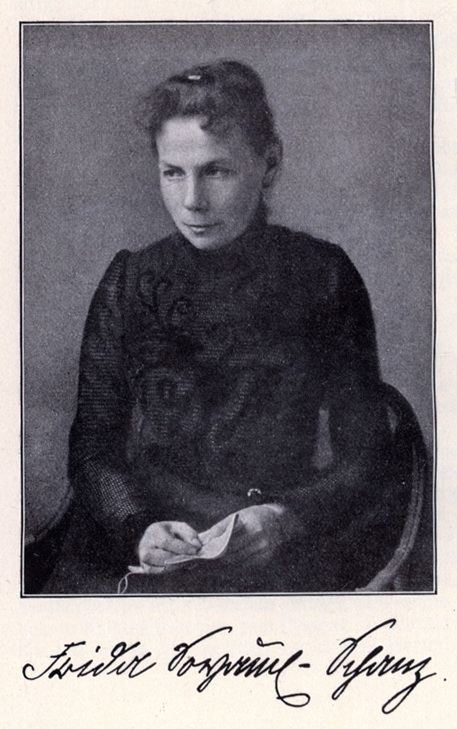
Frida Schanz (1859–1944)

- Schanz, Georg von (1853–1931), deutscher Rechts- und Staatswissenschaftler
- Schanz, Günther (* 1943), deutscher Wirtschaftswissenschaftler
- Schanz, Heidi (* 1971), US-amerikanische Schauspielerin und Model
- Schanz, Heinz (1927–2003), deutscher Maler
- Schanz, Johann, deutscher Tierarzt und Politiker
- Schanz, Martin (1842–1914), deutscher klassischer Philologe
- Schanz, Max (1895–1953), deutscher Kunstpädagoge, Gestalter und Maler
- Schanz, Moritz (1853–1922), deutscher Offizier und Forschungsreisender
- Schanz, Oskar (1868–1920), deutscher Jurist und Politiker, MdL (Königreich Sachsen)
- Schanz, Otto († 1934), deutscher Motorradrennfahrer
- Schanz, Paul von (1841–1905), deutscher römisch-katholischer Theologe und Hochschullehrer
- Schanz, Pauline (1828–1913), deutsche Schriftstellerin
- Schanz, Peter (* 1957), deutscher Autor, Dramaturg und Regisseur
- Schanz, Robert Siegismund († 1849), deutscher Jurist und Bürgermeister
- Schanz, Sebastian (* 1977), deutscher Ökonom und Hochschullehrer (Universität Bayreuth)
- Schanz, Thomas (* 1980), deutscher Koch und Hotelier
- Schanz, Waldemar (* 1968), deutscher Sportschütze
- Schanza, Wenzel († 1787), römisch-katholischer Geistlicher, Theologe und Hochschullehrer
- Schanzara, Hans (1897–1984), deutscher Opernsänger (Bass) und Komponist
- Schanzara, Tana (1925–2008), deutsche SchauspielerinTana Schanzara (1925–2008)

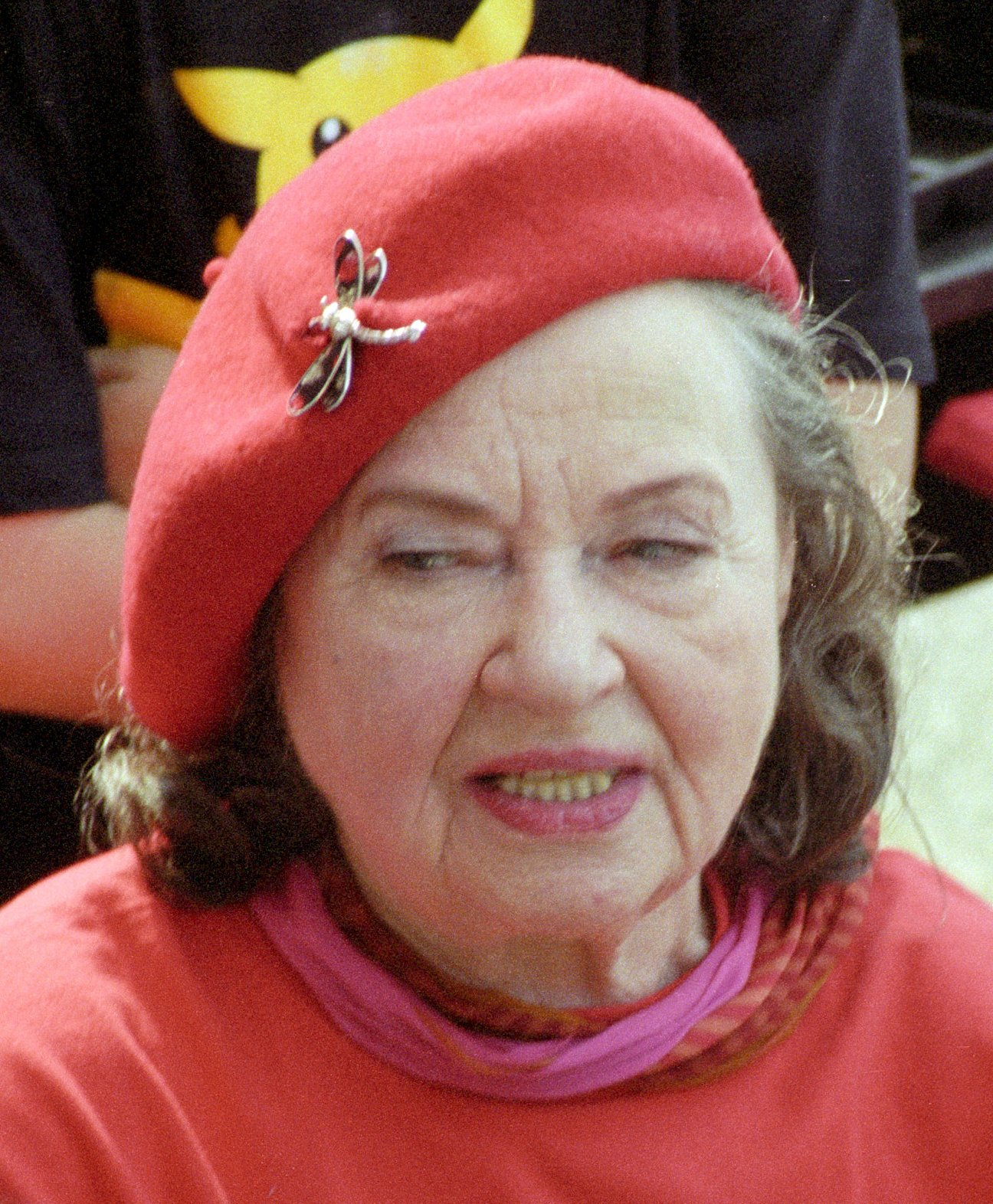
Tana Schanzara (1925–2008)

- Schanze, Eberhard (* 1949), deutscher Diplomat
- Schanze, Erich (* 1942), deutscher Jurist und ehemaliger Professor
- Schanze, Helmut (* 1939), deutscher Germanist und Medienwissenschaftler
- Schanze, Jens (* 1971), deutscher Dokumentarfilmer und Filmproduzent
- Schanze, Jürgen (* 1956), deutscher Fußballspieler
- Schanze, Michael (* 1947), deutscher Schauspieler, Moderator, Sänger und BuchautorMichael Schanze (* 1947)

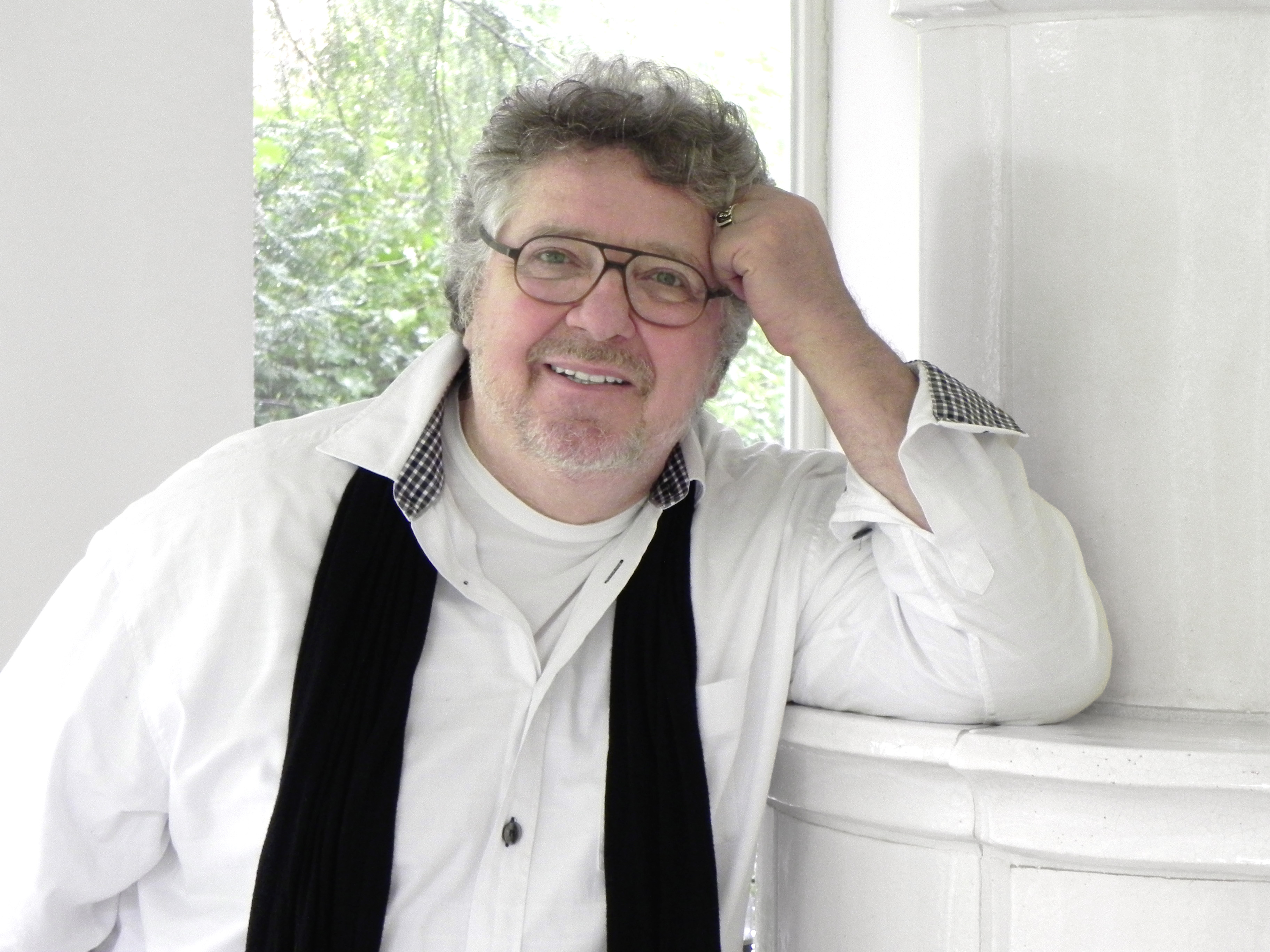
Michael Schanze (* 1947)

- Schanze, Michaela (* 1973), deutsche Handballspielerin
- Schanze, Sirko (1975–2008), deutscher American-Football-Spieler
- Schanze, Wolfgang (1897–1972), deutscher evangelischer Theologe
- Schanzen, Birgit (* 1958), deutsche Journalistin und Fernsehmoderatorin
- Schanzenbach, Diane (* 1972), US-amerikanische Wirtschaftswissenschaftlerin und Hochschullehrerin
- Schanzenbach, Leonhard (1852–1938), römisch-katholischer Geistlicher
- Schanzenbach, Marta (1907–1997), deutsche Politikerin (SPD), MdB
- Schanzer, Carlo (1865–1953), italienischer Politiker
- Schanzer, George O. (1914–2011), US-amerikanischer Romanist und Hispanist österreichischer Herkunft
- Schanzer, Ottone (1877–1956), österreichischer Literat und Librettist mit italienischer Staatsbürgerschaft
- Schanzer, Rudolf (1875–1944), österreichischer Dramatiker und Journalist
- Schänzer, Wilhelm (* 1951), deutscher Biochemiker, Sportwissenschaftler und Hochschullehrer
- Schänzler, Guido (* 1965), deutscher Badmintonspieler
- Schanzlin, Hans Peter (1916–1991), Schweizer Musikwissenschaftler
- Schanzlin, Johann Georg (1810–1881), badischer Landtagsabgeordneter, Bürgermeister von Kandern und Industrieller